# 辰韓
辰韓，是古代（公元前2世紀末至公元後4世紀左右）朝鮮半島南部的國家聯盟，位於洛東江以东庆尚道，與馬韓及弁韓合稱三韓。三韩是现在朝鲜族的直系祖先，也是如今韩国国名得来的原因。

## 歷史

### 與漢族的關係
辰韩在马韩之东，其耆老传世，自言古之亡人避秦役来适韩国，马韩割其东界地与之。有城栅。其言语不与马韩同，名国为邦，弓为弧，贼为寇，行酒为行觞。相呼皆为徒，有似秦人，非但燕、齐之名物也。名乐浪人为阿残；东方人名我为阿，谓乐浪人本其残馀人。今有名之为秦韩者。始有六国，稍分为十二国。——《三国志魏书卷三十 乌丸鲜卑东夷传》
故辰韩亦有秦韓之稱(「辰」和「秦」在现代朝鲜语/韓語中發音一样，韩语谚文书写字形也都是“진”字，但汉字表记不同）。另一说法是辰国人后裔。
李延寿在其所编写的《北史》列传第八十二中记录：“新罗者，其先本辰韩种也。地在高丽（高句丽）东南，居汉时乐浪地。辰韩亦曰秦韩。相传言秦世亡人避役来适，马韩割其东界居之，以秦人，故名之曰秦韩。其言语名物，有似中国人。”
辰韓初有六國，後發展最鼎盛時共有十二國；辰韓包括前57年建立的新羅，東晉時期為新羅國所分。辰韓被新罗合并后秦人逃亡日本。

### 與弁韓的關係
弁辰与辰韩杂居，亦有城郭。衣服居处与辰韩同。言语法俗相似，祠祭鬼神有异，施灶皆在户西。其渎卢国与倭接界。十二国亦有王，其人形皆大。衣服絜清，长发。亦作广幅细布。法俗特严峻。——《三国志魏书卷三十 乌丸鲜卑东夷传》
辰韓與弁韓交流較多，居民均相互雜居。辰韓與弁韓语言文化相似，但《后汉书》记载，两者语言文化相异。。
辰韩与其它三韩族群一样都是在公元前108年古朝鲜灭亡后的混乱和北方人民的南迁中成立。辰韩与辰国的关系不很明朗。《后汉书》认为三韩之地“皆古之辰国也”， 而《三国志》认为辰韩即“古之辰国”。
辰韓人以種稻養蚕為生計。

## 領域

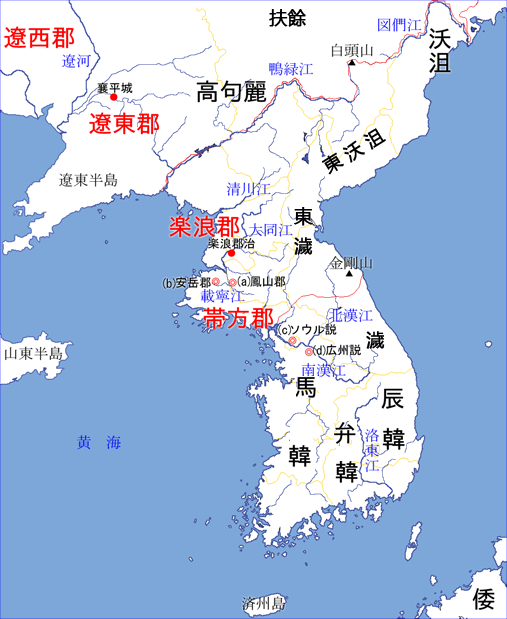
辰韓

带方郡之南，与日本海接壤。部落聯盟領域南接壤弁韩。初始有6部落，后来分裂成12部落，其中斯罗发展成为新罗。

### 辰韩12国
开始有6个國家，稍分发展为12个國家  三国志魏书卷30:
1. 已柢国
2. 不斯国
3. 勤耆国
4. 难弥离弥冻国
5. 冉奚国
6. 弁乐奴国
7. 军弥国〈弁军弥国〉
8. 如湛国
9. 户路国
10. 州鲜国（马延国）
11. 斯卢国
12. 优由国

弁韩也有12个國家:
1. 弁辰弥离弥冻国
2. 弁辰接涂国
3. 弁辰古资弥冻国
4. 弁辰古淳是国
5. 弁辰半路国
6. 弁乐奴国
7. 弁辰弥乌邪马国
8. 弁辰甘路国
9. 弁辰狗邪国
10. 弁辰走漕马国
11. 弁辰安邪国〈马延国>
12. 弁辰渎卢国

三国志魏书30卷:弁、辰韩共二十四国，大国有四五千个家庭，小国有六七百个家庭，总人口有四五万户。

## 延伸阅读
[在维基数据编辑]
 《晉書·卷097》，出自房玄齡《晉書》
 《後漢書/卷85》，出自范晔《後漢書》
 《三國志/卷30》，出自陳壽《三國志》
 《北史·卷094》，出自李延壽《北史》